# 9883 Veecas
9883 Veecas este o planetă minoră (asteroid) din centura de asteroizi. A fost descoperită pe 8 octombrie 1994 la Camarillo⁠(d) de John E. Rogers⁠(d). 
Obiectul prezintă o orbită caracterizată de o semiaxă mare de 2,3532673 UAi, o excentricitate de 0,14, o înclinație de 6,87655 ° în raport cu ecliptica.